# Jean-Pierre Mourier
Pour les articles homonymes, voir Mourier.
Jean-Pierre Mourier, né le 20 juin 1941 à Fourneaux (Savoie) et mort le 2 mars 1987 à Saint-Marcellin (Isère), est un footballeur français. 

## Biographie
Jean-Pierre Mourier évolue de 1960 à 1965 au FC Grenoble, jouant principalement en deuxième division. Il remporte durant cette période le Championnat de France de deuxième division 1961-1962, et joue lors de la saison 1962-1963 29 matchs de première division.
Il quitte Grenoble pour le FC Nantes à l'été 1965, remportant le Challenge des champions 1965 ainsi que le Championnat de France 1965-1966 ; il ne joue néanmoins que trois matchs de D1. Il part la saison suivante au SC Toulon où il évolue jusqu'en 1968, mettant un terme à sa carrière professionnelle.

## Palmarès
| - FC Grenoble - Division 2 - Champion (1) : 1962 - Coupe des Alpes - Finaliste (1) : 1962 |  | - FC Nantes - Championnat de France - Champion (1) : 1966 - Challenge des champions - Vainqueur (1) : 1965 |

## Statistiques
| Saison                | Club                  | Championnat           | Championnat | Championnat | Coupe(s) nationale(s) | Coupe(s) nationale(s) | Supercoupe | Supercoupe | Total | Total |
| Saison                | Club                  | Division              | M.          | B.          | M.                    | B.                    | M.         | B.         | M.    | B.    |
| 1960-1961             | FC Grenoble           | Division 1            | 0           | 0           | 1                     | 0                     | -          | -          | 1     | 0     |
| 1961-1962             | FC Grenoble           | Division 2            | 30          | 0           | 2                     | 0                     | -          | -          | 32    | 0     |
| 1962-1963             | FC Grenoble           | Division 1            | 29          | 0           | 2                     | 0                     | -          | -          | 31    | 0     |
| 1963-1964             | FC Grenoble           | Division 2            | 32          | 2           | 3                     | 1                     | -          | -          | 35    | 3     |
| 1964-1965             | FC Grenoble           | Division 2            | 21          | 0           | 2                     | 0                     | -          | -          | 23    | 0     |
| 1965-1966             | FC Nantes             | Division 1            | 3           | 0           | 1                     | 0                     | 1          | 0          | 5     | 0     |
| 1966-1967             | SC Toulon             | Division 2            | 19          | 2           | 0                     | 0                     | -          | -          | 19    | 2     |
| 1967-1968             | SC Toulon             | Division 2            | 23          | 1           | 3                     | 1                     | -          | -          | 26    | 2     |
| Total sur la carrière | Total sur la carrière | Total sur la carrière | 157         | 5           | 14                    | 2                     | 1          | 0          | 172   | 7     |